# Св. св. Константин и Елена (Какараска)
„Св. св. Равноапостоли Константин и Елена“ (на гръцки: Ιερός Ναός Αγίων Κωνσταντίνου και Ελένης) е православна църква в сярското село Какараска (Агия Елени), Егейска Македония, Гърция, енорийски храм на Сярската и Нигритска епархия на Вселенската патриаршия.

## История
Храмът започва да се изгражда в центъра на селото в 1933 година с личния труд на жителите. Открит е в 1938 година от митрополит Константин Серски. В архитектурно отношение е базилика. Вътрешността му е изписана със стенописи.